# Великі Юрінці
Великі Ю́рінці (рос. Большие Юринцы) — присілок у складі Орловського району Кіровської області, Росія. Входить до складу Орловського сільського поселення.
Населення становить 4 особи (2010, 19 у 2002).
Національний склад станом на 2002 рік — росіяни 100 %.